# ラポロアイヌネイション
ラポロアイヌネイションは、北海道浦幌町のアイヌ民族団体。旧浦幌アイヌ協会。2020年現在の会長は長根弘喜。名誉会長に差間正樹。なお差間は2024年2月6日に死去した。

## 遺骨返還訴訟
2014年、北海道大学に対して、2018年、札幌医科大学に対して大学が保管していたアイヌの遺骨の返還を求める訴訟を起こした。大学側とはそれぞれ和解が成立し、2019年までに約100体が故郷へ返還された。
2019年、アイヌの遺骨と副葬品を保管していた東京大学に対して、返還を求める訴訟を起こした。ラポロアイヌネイションは、遺骨の所有権が「アイヌ民族のコタンにある」と訴えたことに対し、東京大学側は主張を否定して平行線をたどったが、2020年8月7日までに大学側が全ての遺骨と副葬品を返還すること、搬送費や再埋葬する墓地の造成費を負担すること、ラポロアイヌネイション側が損害賠償請求を放棄することで和解が成立した。

## 先住権の確認を求める訴訟
2020年8月17日、国と北海道に対し、アイヌの先住権の確認を求める訴訟を起こした。先住民であるアイヌは、法令に縛られず経済活動としてサケ漁ができる先住権があることの確認を求めるもので、「先住民族の権利に関する国連宣言」を根拠としている。
2024年4月18日、札幌地方裁判所は、現行法上においても許可を受けてサケを捕獲でき、アイヌの人々に対する不合理な制約となっているとは言えないとして請求を退ける判決を下した。ラポロアイヌネイションは、判決を不服として、同年4月25日に札幌高等裁判所に控訴した。